# Central nuclear Fukushima I
La central nuclear Fukushima Dai-ichi o Fukushima I (福島第一原子力発電所 Fukushima Dai-Ichi Genshiryoku Hatsudensho?,  Fukushima I NPP, 1F) es una planta nuclear con un conjunto de seis reactores de agua en ebullición, situada en la villa de Ōkuma en el distrito Futaba de la prefectura de Fukushima, en Japón. 
Fue la primera construida y gestionada por la empresa Tokyo Electric Power Company (Tepco). Con una potencia total de 4,7 GW, es una de las veinticinco mayores centrales nucleares del mundo. 11 km al sur se construyó Central nuclear Fukushima II.
En marzo del 2011 fue gravemente afectada por el terremoto y tsunami de Japón de 2011, que provocó el accidente nuclear de Fukushima I, llegando al nivel de gravedad 7 en la Escala Internacional de Accidentes Nucleares para los reactores 1, 2 y 3, el máximo en la escala INE y el mismo nivel que alcanzó el accidente de Chernóbil de 1986.

## Historia
Durante la década de 1960, Estados Unidos apoyó a Japón para adoptar la energía nuclear; Estados Unidos era la primera potencia en tecnología nuclear y dominaba la minería de uranio y boro. General Electric y Westinghouse fueron las empresas encargadas de instalar una red de plantas nucleares en el país, que adicionalmente se incorporó al Organismo Internacional de Energía Atómica y firmó el Tratado de No Proliferación Nuclear.
La central fue diseñada por la compañía General Electric —y construida por Tepco— en un anclaje a suelo firme excavando 25 metros por debajo del nivel de piso, lo cual proveyó la estabilidad esperada para los edificios de los reactores, aunque se pasó por alto un detalle de suma importancia: se localizaba en una zona costera que estaba expuesta a las inclemencias sismológicas de las fallas geológicas características de la región. A pesar de saberse que en la zona podían darse tsunamis de más de 38 metros, la central solo contaba con un muro de contención de 6 metros y numerosos sistemas esenciales se encontraban en zonas inundables, como los generadores diésel de emergencia localizados en los sótanos; en el diseño de la misma planta se hizo énfasis y se priorizó el peligro que representaría un terremoto, antes que lo que podría ocurrir ante un posible tsunami. Finalmente, comenzó a generar energía en el año 1971.

## Reactores

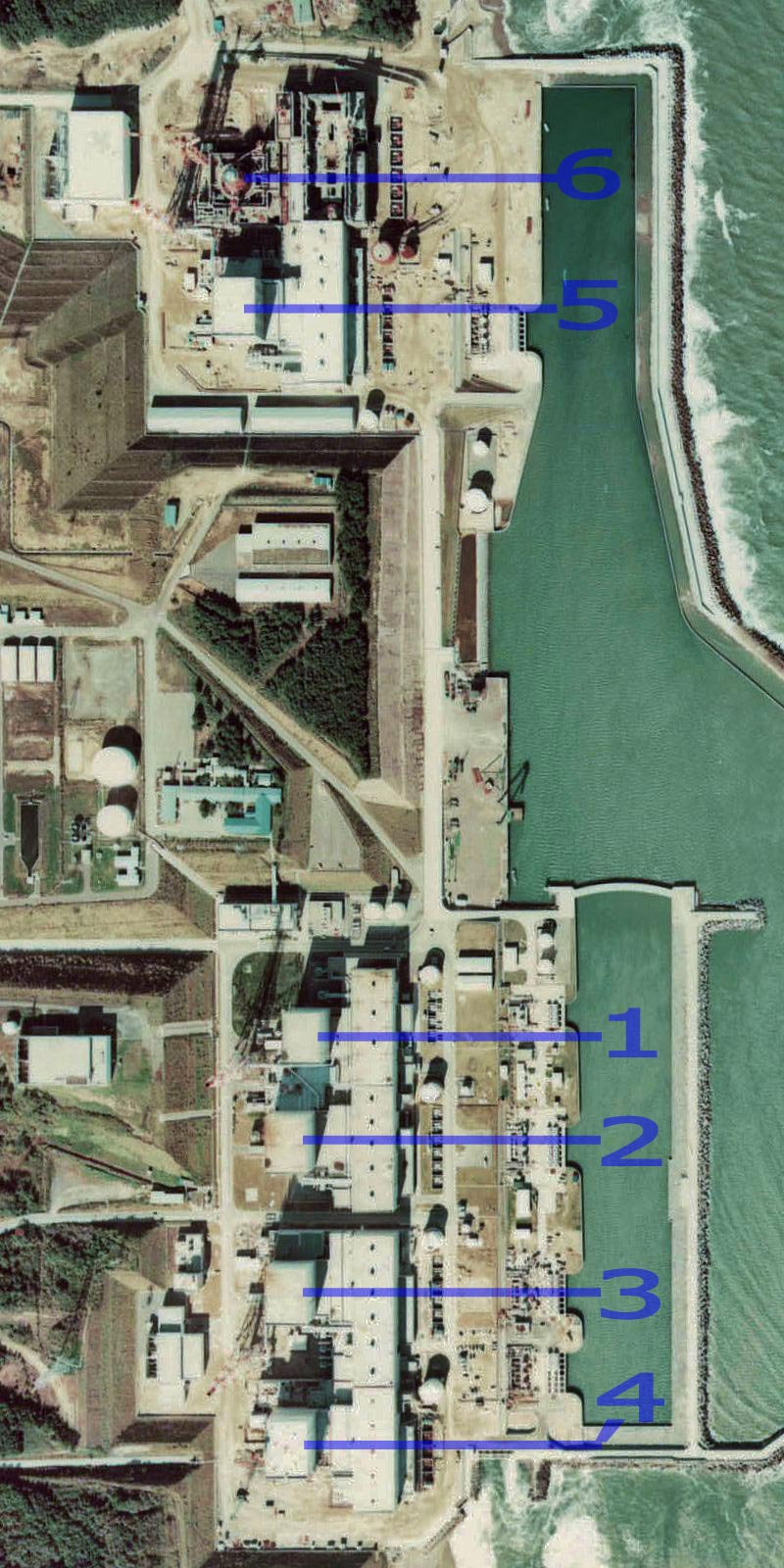
Posición del reactor.
・La unidad VI es la dirección de Sōma.
・La unidad IV es la dirección de Iwaki.

| Unidad          | Tipo de reactor | Inicio de operaciones | Capacidad | Estado actual |
| --------------- | --------------- | --------------------- | --------- | ------------- |
| Fukushima 1 – 1 | BWR-3           | 26 de marzo de 1971   | 460 MW    | Grave         |
| Fukushima 1 – 2 | BWR-4           | 18 de julio de 1974   | 784 MW    | Moderado      |
| Fukushima 1 – 3 | BWR-4           | 27 de marzo de 1976   | 784 MW    | Desconocido   |
| Fukushima 1 – 4 | BWR-4           | 18 de abril de 1978   | 784 MW    | Grave         |
| Fukushima 1 – 5 | BWR-4           | 12 de octubre de 1978 | 784 MW    | Resuelto      |
| Fukushima 1 – 6 | BWR-5           | 24 de octubre de 1979 | 1.100 MW  | Resuelto      |

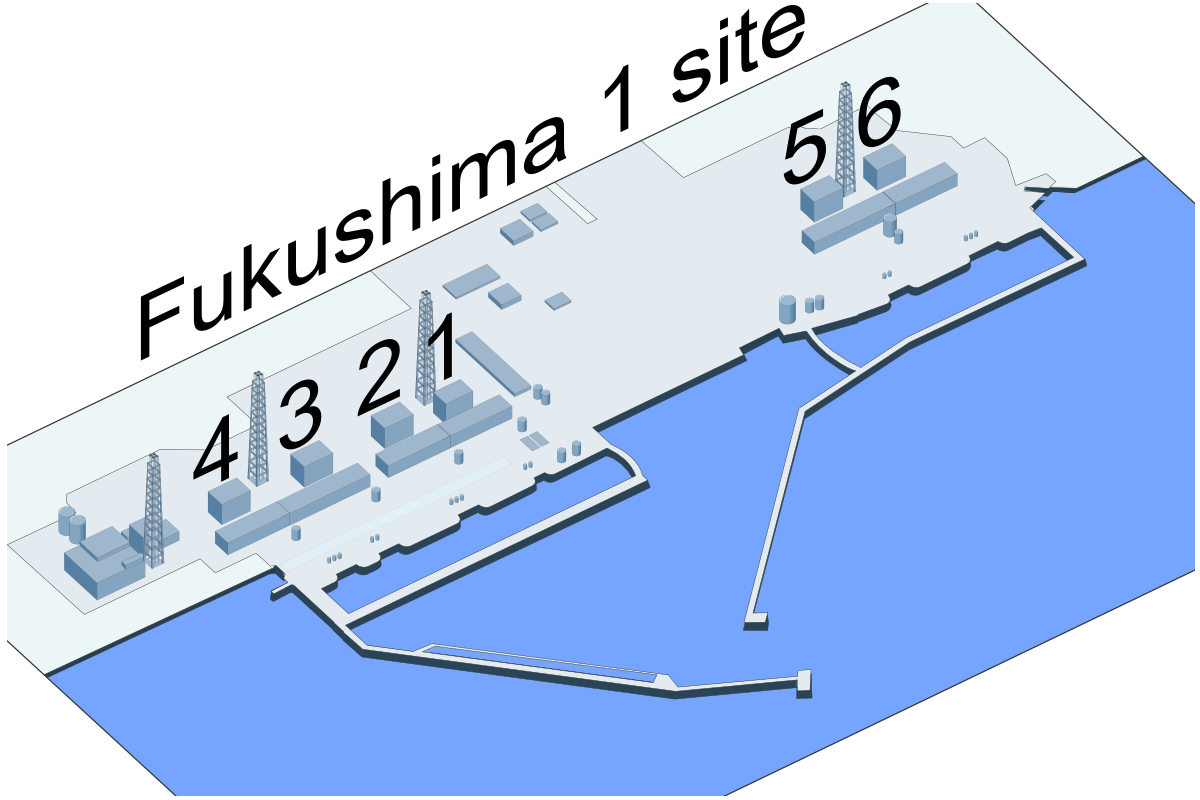
Primer plano del sitio de la central nuclear de Fukushima Daiichi
Mapa de la red de distribución de electricidad de Japón , que muestra sistemas incompatibles entre regiones. Fukushima se encuentra en la región de 50 hertz de Tohoku.
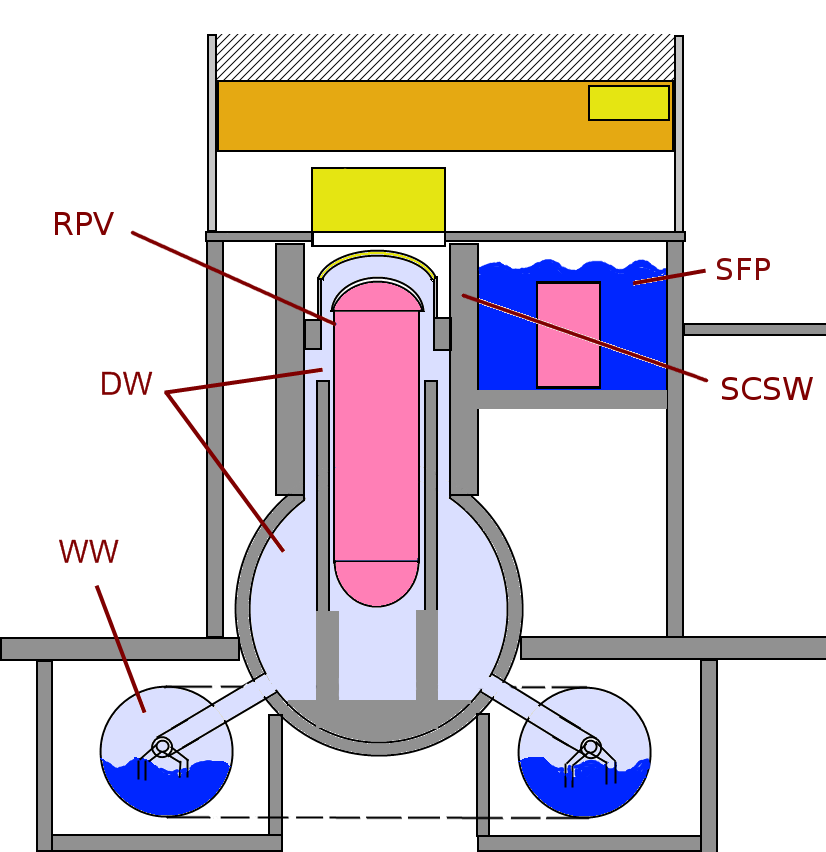
Esquema de sección transversal simplificado de una contención BWR Mark I típica como se usa en las unidades 1 a 5 Claves: RPV: recipiente a presión del reactor. DW: recipiente a presión del reactor que encierra bien el pozo. WW: pozo húmedo: en forma de toro alrededor de la base que encierra la piscina de supresión de vapor. El exceso de vapor del pozo seco ingresa a la piscina de agua del pozo húmedo a través de tuberías de bajante. SFP: área de piscina de combustible gastado. SCSW: pared secundaria de blindaje de concreto

## Accidentes nucleares
25 de febrero de 2009
Durante el periodo de arranque del reactor del grupo I se produjo una parada manual debida a una alarma de alta presión causada por el cierre de la válvula de bypass de la turbina. El reactor estaba al 12 % de potencia cuando la presión subió hasta 1029,8 psi excediendo el umbral de seguridad de 1002,2 psi; pasó al 0 % de potencia lo cual excedió el límite del 5 % que obliga a informar sobre el incidente. Ocurrió a las 4:03 y se volvió a niveles normales a las 4:25. A las 8:49 se procedieron a insertar las barras de control parando completamente el reactor. Una inspección confirmó que una de las 8 válvulas estaba cerrada impidiendo el paso normal del líquido. El reactor fue puesto de nuevo en funcionamiento tras pasar una inspección el 18 de octubre de 2009.
26 de marzo de 2009
La unidad III tuvo problemas con la inserción de las barras de control durante una interrupción. Se estaban realizando trabajos de mantenimiento en el equipo que regula la presión para el control de dichas barras. Una de las válvulas se abrió a las 14:23 e hizo saltar la alarma. En la inspección posterior se comprobó que varias barras se habían insertado accidentalmente.
2 de noviembre de 2010
El reactor número V se paró automáticamente mientras se efectuaba el ajuste de inserción de la barras de control. El paro fue causado por la alarma de bajo nivel de agua.

### Accidente de marzo de 2011
El 11 de marzo de 2011, a las 14:46 JST (UTC+9) se produjo un terremoto magnitud 9 grados en la escala sismológica de magnitud de momento, en la costa noreste de Japón. Ese día los reactores I, II y III estaban operando, mientras que las unidades IV, V y VI estaban paradas por una inspección periódica. Cuando el terremoto fue detectado, las unidades I, II y III se apagaron automáticamente (SCRAM en reactores con agua en ebullición).
Al apagarse los reactores, paró la producción de electricidad. Normalmente los reactores pueden usar la electricidad del tendido eléctrico externo para enfriamiento y cuarto de control, pero la red fue también dañada por el terremoto. Los motores diésel de emergencia de generación de electricidad comenzaron a funcionar normalmente, pero se detuvieron abruptamente a las 15:41 con la llegada del tsunami que siguió al terremoto.
La ausencia de un muro de contención adecuado para los tsunamis de más de 38 metros característicos en la región, permitió que el maremoto (de 15 metros en la central y de hasta 40,5 en otras zonas) penetrase sin oposición alguna. La presencia de numerosos sistemas críticos en áreas inundables facilitó que se produjese una cascada de fallos tecnológicos, culminando con la pérdida completa de control sobre la central y sus reactores.
Tras el maremoto se declaró el estado de emergencia en la central nuclear, a causa de la falla de los sistemas de refrigeración de uno de los reactores. En un principio se había informado que no existían fugas radiactivas y se habían evacuado a 3000 habitantes en un radio de 3 km del reactor. Horas después se elevó el radio a 10 km, afectando a unas 45 000 personas. En dicho reactor, refrigerado por la circulación de agua a través de su combustible nuclear, se detectó una alta presión de vapor alcanzando alrededor de dos veces lo permitido. La empresa Tokyo Electric Power Company evaluó y liberó parte del vapor radiactivo, para reducir la presión en el interior del reactor. Los niveles de radiación en el cuarto de control llegaron a 1000 veces por encima de los niveles normales, y en la puerta de la planta se encontraron niveles ocho veces superiores a los normales, y existía la posibilidad de una fusión de núcleo.

#### Primera explosión

Localización geográfica del complejo.

A las 11:00 UTC se produjo una explosión debida a la liberación de hidrógeno desde el núcleo del reactor, que reaccionó con el oxígeno, produciendo una combustión, y que derribó parte del edificio. Se aumentó el radio de prevención a 20 km. Las autoridades confirmaron que los niveles de radiación habían disminuido. Otorgaron una categoría de 4 de 7 en la Escala Internacional de Accidentes Nucleares, evacuaron a más 45 000 personas y comenzaron a distribuir yodo, elemento eficaz contra el cáncer de tiroides derivado de la exposición a la radiación, calificando este incidente como el segundo más grave por detrás del accidente de Chernóbil.
Existían evidencias de una fusión parcial del combustible en el núcleo del reactor I y, ante la presencia de cesio y yodo radiactivos en su entrada, se confirmó la fisión parcial de uranio.
El reactor III presentó así mismo problemas en el sistema de enfriamiento de emergencia, por lo cual las autoridades iniciaron medidas en la búsqueda de proveer de agua al núcleo del reactor para evitar la fusión del mismo y se llevó a cabo la liberación de vapor radiactivo de dicho reactor para disminuir la presión del mismo, aunque se aclaró que sería una cantidad baja.

#### Segunda explosión
El 14 de marzo a las 11:15 JST (02:15 UTC), una nueva explosión sacudió el complejo debido a la acumulación de hidrógeno en el reactor III; las autoridades aseguraron que este no fue dañado. Informes preliminares informaron de tres operadores heridos y siete desaparecidos.

#### Tercera explosión
Una explosión ocurrió en el reactor 4 el 15 de marzo a las 6:10 JST (14 de marzo, 21:10 UTC) y el sistema de supresión de presión se dañó. Se informó que los niveles de radiación excedían el límite legal y los operadores comenzaron a evacuar a los trabajadores de la planta. Más tarde, la agencia Kyodo News informó que el nivel de radiación llegaba a los 8217 microsievert, siendo 1000 microsievert el nivel tolerable que una persona puede estar expuesta en un año.

#### 11 de abril de 2011
El accidente de Fukushima fue elevado por el gobierno japonés al nivel 7 en la Escala Internacional de Accidentes Nucleares, igualándose en gravedad al accidente de la planta atómica de Chernóbil. Todo esto tras sucesivas explosiones, subidas dramáticas de nivel de radiación en la zona colindante, confirmada fusión parcial de al menos uno de los núcleos, fuga de agua radiactiva al mar y sucesivos intentos fallidos por bajar la temperatura en los reactores comprometidos.

#### Desmantelamiento de los reactores
El 1 de agosto de 2013, el ministro de industria de Japón aprobó la creación de una estructura para desarrollar las tecnologías y procesos necesarios para desmantelar los cuatro reactores dañados en el accidente de 2011.